# وینسنت استروهال

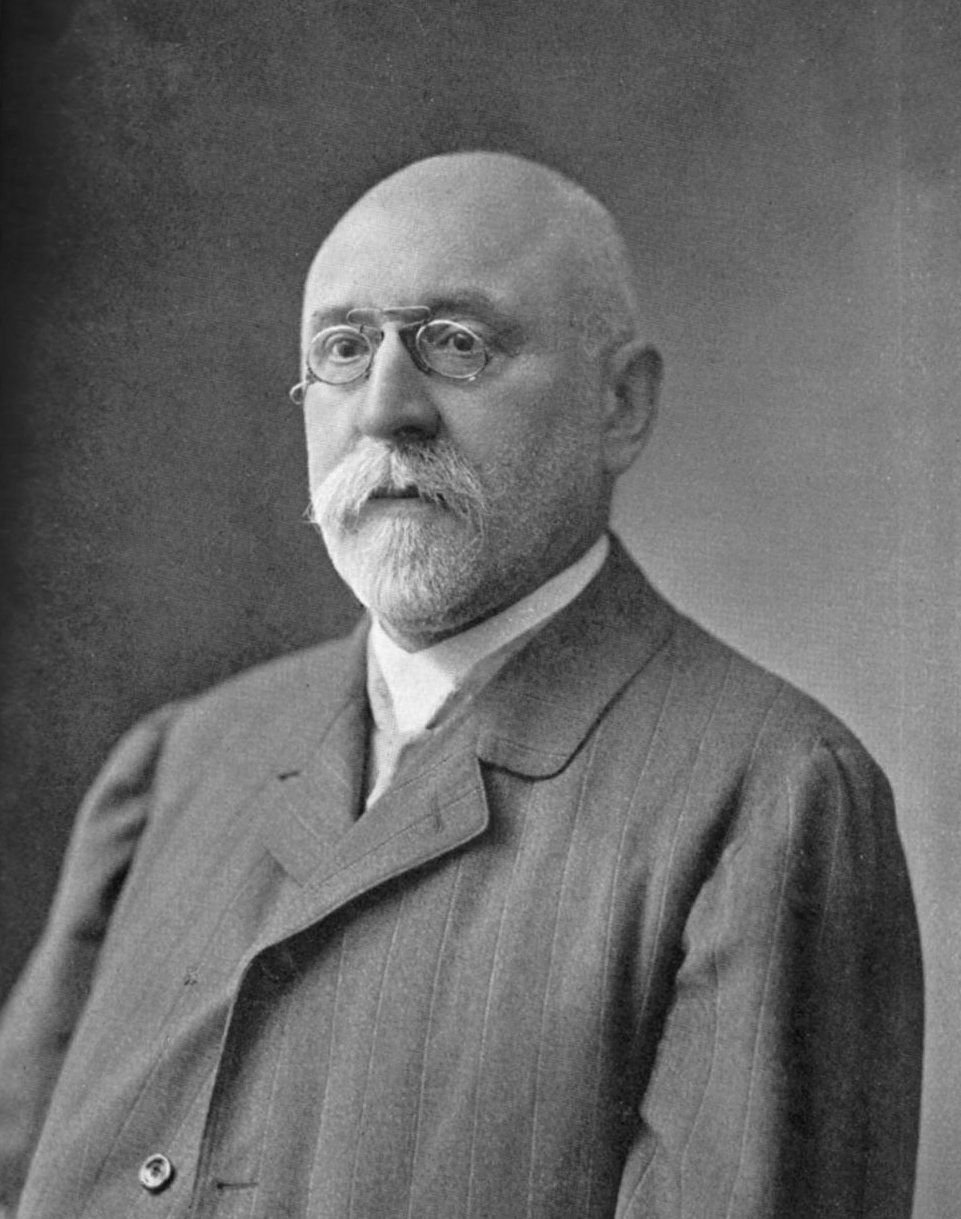

وینست استروهال(به انگلیسی: Vincenc Strouhal) ،(10آوریل ، 1850 - 26 ژانویه 1922)فیزیک‌دان اهل جمهوری چک بود.تخصص وی در زمینه فیزیک تجربی بود.همچنین استروهال از موسسین دانشگاه چارلز پراگ است.

## جستار های وابسته
عدد استروهال